# Fonográf (együttes)
A Fonográf az egyik legjelentősebb és egyik legsikeresebb magyar rockegyüttes volt, mely az 1970-1980-as években működött. Legismertebb tagjai Szörényi Levente, Bródy János és Tolcsvay László voltak. Zenéjük kapcsán egy hetvenes évek végi reklámkampány miatt a country rock-ot szokták emlegetni, de valójában a kor szinte minden zenei irányzata hatott rájuk. Különösen a hard rock és a progresszív rock ízei mondhatóak még erősnek.

## Az együttes története

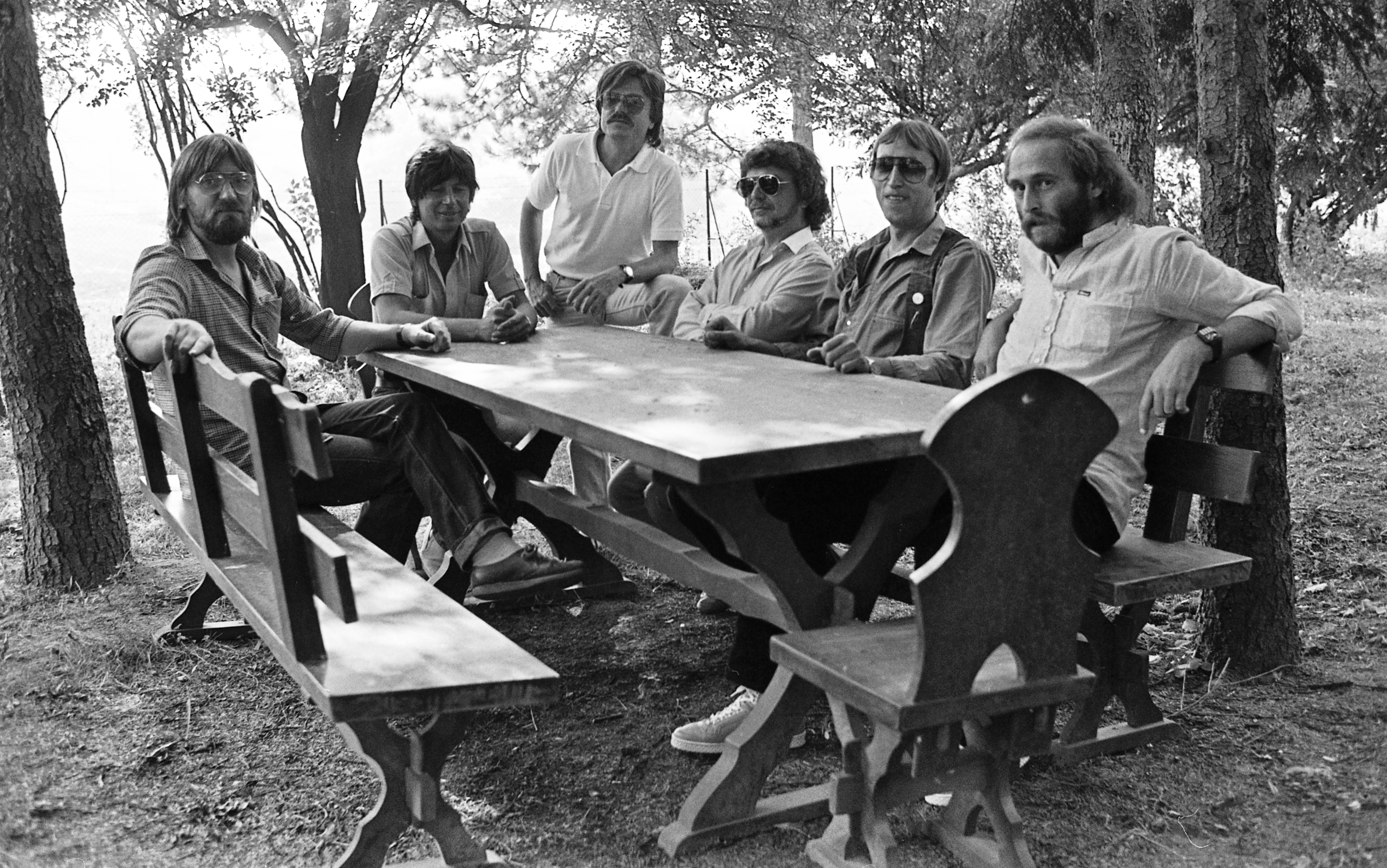
Az együttes tagjai 1984-ben. Tolcsvay László, Bródy János, Szörényi Levente, Szörényi Szabolcs, Németh Oszkár és Móricz Mihály (Fotó: Urbán Tamás)

A zenekar 1973 szilveszterén alakult. Nevét az Illés-klub újságjának címéről kapta, melyet Bródy János szerkesztett. A csapat tagjai korábban az Illés, illetve a Tolcsvayék és a Trió együttesben játszottak, vagyis a Fonográfot joggal mondták supergroupnak. Első albumuk Szörényi Levente Utazás (1974) című szólólemeze, melyen már a Fonográf-stílus minden eleme megtalálható: countryrock, hard rock és progresszív elemek, bonyolultabb dalok, nagyívű gitárszólók, tökéletes vokál és hangszeres játék.  A zenekar hivatalosan soha nem oszlott fel, noha 1984-ben megtartották a búcsúkoncertjeiket. Erre jó példa az, hogy még Bródy János 1989-es lemezét is a Fonográf rögzítette. Halász Judit 1991-es albumánál minden tag közreműködött, még Szörényi Levente is szerzett rá zenét Csoóri Sándor "Pap-vihánc" című versére.
1974 és 1981 között Koncz Zsuzsa valamennyi lemezét ők készítették, összesen hét albumot. Közreműködtek továbbá  Kovács Kati és Halász Judit lemezein. Bejárták Európát, Ázsiát és Kubába is eljutottak.
1975-76-ban több akkor kiadatlan rádiófelvételük készült (Moja kochanka, Használat előtt felrázandó, Ébredj, alvóbaba, Tigrisugrás, Minden rendben van, Az ősember), melyeket csak évtizedekkel később adtak ki. 1976-ban a Magyar Rádió tánczenei bemutatóján, a Tessék választani!-n is felléptek.
1981-ben a Nemzeti Sportcsarnokban egy koncert erejéig újra összeállt a KITT-egylet, amely magában foglalta az Illés-együttest, Koncz Zsuzsát és a Tolcsvayék és a Triót. A koncerten az előbb említett három együttesen/személyen kívül a Fonográf együttes is fellépett.
1983-ban részt vettek Szörényi Levente és Bródy János István, a Király című rockoperájának elkészítésében. A mű rockzenekari alapját a Fonográf együttes vette fel, mint ahogy az 1988-as Fehér Anna című Szörényi-Bródy rockballada alapját is.
1984-ben egymás után három telt házas koncertet tartottak a Budapest Sportcsarnokban. Ezek lettek végül a búcsúkoncertjeik. 
2004-ben egy koncert erejéig újra összeálltak, Szörényi Örssel kiegészülve (dob, ütőhangszerek) a Kisstadionban. Az eseményről a Duna TV filmet is készített, amely később DVD-n is megjelent. 2012. március 24-én az Illés klubban eljátszottak 4 számot, majd hat évvel később, 2018. február 16-án egy teljes, közel három órás, nagy sikerű koncertet adtak a Papp László Budapest Sportarénában.

## Tagok
Az együttes összetétele egész fennállása alatt nem változott:
- Szörényi Levente – gitár, mandolin, hegedű, billentyűs hangszerek, ütőhangszerek, basszusgitár, ének, zeneszerzés, szövegírás
- Bródy János – pedál steel gitár, furulya, gitár, billentyűs hangszerek, ütőhangszerek, zeneszerzés, szövegírás
- Tolcsvay László – billentyűs hangszerek, gitár, bendzsó, szájharmonika, furulya, ütőhangszerek, dob, ének, zeneszerzés, szövegírás
- Móricz Mihály – gitárok, mandolin, billentyűs hangszerek, ütőhangszerek, ének, zeneszerzés, szövegírás
- Szörényi Szabolcs – basszusgitár, billentyűs hangszerek, ütőhangszerek, ének, zeneszerzés, szövegírás
- Németh Oszkár – dob, ütőhangszerek, ének, zeneszerzés, szövegírás

## Diszkográfia

### Stúdióalbumok
- Fonográf I. (1974)
- Na mi újság, Wagner úr? (1975)
- FG-4 (1976)
- Edison-Fonográf Album (1977)
- Útközben (1978)
- Jelenkor (1984)

### Koncertalbumok
- A koncert (KITT-egylet, 1981)
- A Búcsú (1985)

### Válogatások
- Fonográf ...és vidéke! Country (1979)
- Használat előtt felrázandó (2000)